# Canton de Habsheim
Le canton de Habsheim est une ancienne division administrative française située dans le département du Haut-Rhin, en région Grand Est. Il faisait partie de la quatrième circonscription du Haut-Rhin.

## Composition
Le canton de Habsheim regroupait 5 communes :

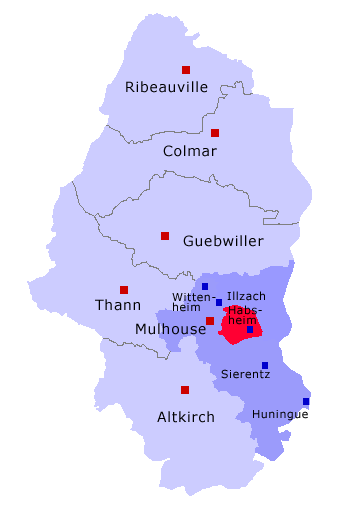
Représentation du canton de Habsheim au sein de l'arrondissement de Mulhouse et du département du Haut-Rhin.

- Eschentzwiller ;
- Habsheim (chef-lieu) ;
- Riedisheim ;
- Rixheim ;
- Zimmersheim.

## Représentation

### Conseillers généraux de 1833 à 1871 et de 1919 à 2015
| Période                                  | Période      | Identité                      | Étiquette                | Qualité |
| ---------------------------------------- | ------------ | ----------------------------- | ------------------------ | --- |
| 1833                                     | 1852         | Joseph-Etienne Onimus         |                          | Docteur en médecine, maire de Bantzenheim |
| 1852                                     | 1861         | Comte Jules Migeon            | Majorité dynastique      | Romancier, historien Député (1850-1851, 1852-1859) |
| 1861                                     | 1871         | Amédée Rieder                 |                          | Fabricant de papiers à Rixheim |
|                                          |              |                               |                          | |
| 1919                                     | 1922         | Médard Brogly                 | Parti populaire alsacien | Instituteur puis professeur Député (1919-1924) Élu en 1928 dans le canton de Huningue |
| 1922                                     | 1928         | Charles Klein                 | SFIO                     | Ouvrier métallurgiste puis permanent syndical Mulhouse |
| 1928                                     | 1934         | Théodore Burget               | UPR Centriste            | Employé de banque à Rixheim, maire de Rixheim (1919-1929) |
| 1934                                     | 1940         | Thomas Hossenlopp (1896-1985) | Ind.                     | Médecin à Rixheim |
|                                          |              |                               |                          | |
| 1945                                     | 1951         | Édouard Fuchs                 | MRP                      | Gérant, propriétaire à Riedisheim Ancien député du Haut-Rhin (1936-1942) |
| 1951                                     | 1958         | Paul Kieny (1899-1973)        | RPF puis RS              | Maire de Riedisheim (1945-1971) |
| 1958                                     | 1978 (décès) | Henri Ulrich                  | MRP puis CD puis UDF-CDS | Employé puis chef de bureau aux mines de potasse d'Alsace, syndicaliste CFTC Député du Haut-Rhin (1956-1962) Conseiller municipal de Riedisheim                                                                      |
| 1979                                     | 1982         | Jean-Jacques Weber            | UDF-CDS                  | Journaliste Attaché parlementaire du sénateur Pierre Schielé Élu en 1982 dans le Canton d'Illzach |
| 1982                                     | 1992         | Pierre Lucas (1920-2017)      | RPR puis DVD             | Ingénieur géomètre aux Mines de potasse d'Alsace Maire de Riedisheim (1971-1989) |
| 1992                                     | 2015         | Charles Buttner               | UDF puis UMP puis PR     | Proviseur de lycée Maire de Riedisheim (1989-2004) Ancien président de la Communauté de communes des Collines Suppléant du député Jean Ueberschlag (2002-2007) Président du Conseil général du Haut-Rhin (2004-2015) |
| Les données manquantes sont à compléter. |              |                               |                          | |

### Conseillers d'arrondissement (de 1833 à 1871 et de 1919 à 1940)
Le canton d'Habsheim avait deux conseillers d'arrondissement jusqu'en 1926.
De 1833 à 1871, il appartenait à l'arrondissement d'Altkirch.
| Période                                  | Période | Identité                           | Étiquette | Qualité |
| ---------------------------------------- | ------- | ---------------------------------- | --------- | --- |
| 1833                                     | 1845    | Pierre Butsch                      |           | Propriétaire, adjoint au maire d'Habsheim                                                                   |
| 1833                                     | 1845    | Xavier Stackler                    |           | Meunier, marchand de vin en gros, propriétaire à Battenheim                                                 |
| 1845                                     | 1848    | Jean Zuber fils (1799-1853)        |           | Fabricant de papiers peints à Rixheim                                                                       |
| 1845                                     | 1848    | François-Joseph Rudolf (1801-1893) |           | Cultivateur et meunier, maire de Battenheim                                                                 |
|                                          |         |                                    |           | |
| 1919                                     | 1937    | Ernest André Kankowsky (1873-1951) | Droite    | Directeur de banque, maire d'Habsheim                                                                       |
| 1919                                     | 1937    | Émile Lucas                        | UPR       | Aubergiste à Eichwald, maire de Chalampé                                                                    |
| 1937                                     | 1940    | Marcel Faby                        | UPR       | Agriculteur à Ottmarsheim                                                                                   |
| 1937                                     | 1940    | Joseph Weiss                       | PDP       | Adjoint au maire de Bourtzwiller                                                                            |
| 1940                                     |         |                                    |           | Les conseils d'arrondissement ont été suspendus par la loi du 12 octobre 1940 et n'ont jamais été réactivés |
| Les données manquantes sont à compléter. |         |                                    |           | |